# Jean de Montmédy
Jean de Montmédy ou Jean de Portes (en latin : Johannes de Montemedio ou Johannes cartusiæ Portarum), OCat., né avant 1128  et mort vers 1558-1161 à la  chartreuse de Portes, est un moine français figurant parmi les premiers à la rejoindre, après sa fondation dans l'Ain en 1115 par les frères Bernard et Ponce, issus de l'abbaye Notre-Dame d'Ambronay.
En 1128, Jean succède au moine Arthaud à la charge de procureur du monastère, qu'il occupe jusqu'à sa mort. Venant d'une famille riche, Jean entre en chartreuse avant son frère Étienne de Chalmet, qu'il convertit, et ses vertus sont reconnues par ses pairs de son vivant. 
Le moine témoigne d'un très grande connaissance de la Bible et des Psaumes dans les cinq lettres de lui qui ont été conservées. Elles sont oubliées pendant longtemps dans l'abbaye de Saint-Claude (Jura) et redécouvertes par le père jésuite Pierre-François Chifflet vers 1650. Ce sont de petits traités spirituels à ses proches ou connaissances, et elles apportent des éléments sur la vie de Jean, ainsi qu'un important témoignage du cartusianisme primitif.

## Lettres de Jean de Montmédy

### Lettre à Étienne de Chalmet
La première lettre date de 1134 et commence ainsi : « Stephano dilectissimo in Christo, Johannes frater ipsius carne et spiritu ». Elle est la plus importante, s'agissant d'une invitation de Jean à son frère Étienne de se convertir, d'abandonner ses biens et de le rejoindre dans le cloître monastique. Jean veut faire de son frère selon la chair aussi son frère en esprit saint. Né dans une riche famille dont le nom est inconnu, Jean est désabusé des plaisirs terrestres, des faux dévots, des conversions passagères qui pavent le chemin vers la damnation, et veut plutôt avoir la vraie richesse et le vrai bonheur, qui se trouvent dans le Ciel. Jean parsème sa lettre de citations bibliques néo-testamentaires, d'exhortations pressantes, d'envolées lyriques et poétiques sur la vie consacrée. Cela porte ses fruits puisqu'Étienne est novice à Portes dès 1135.

### Lettre à Latold
Latold, ou Lutold, est religieux à la chartreuse de Meyriat, et un ami des frères Jean et Étienne. Il fait sa profession religieuse sous le prieur Milon et meurt en 1171. Latold, alors que Jean est en visite à Meyriat, lui demande des conseils pour prier, étant moins avancé dans la vie spirituelle que lui. Jean envoya d'abord un traité spirituel, disparu, appelé De modo orandi (« Méthode de prière »), où il lui dit d'avoir toujours trois demandes à faire à Dieu, et de varier chaque fois la formulation pour exciter la dévotion. La présente lettre à Latold est une réponse de Jean à la demande du moine de Meyriat de développer sa pensée.
Jean dit qu'il faut demander à Dieu le pardon des péchés, la connaissance et l'accomplissement de la volonté divine, puis enfin le salut éternel par le christ Jésus. Pour approfondir ses exemples, Jean use de citations bibliques de l'Ancien et du Nouveau Testament. Il recommande de croire profondément à la prière faite, et de se garder de rechercher les louanges des hommes, puis il donne plusieurs formules courtes pour prier Dieu. Jean explique pourquoi il faut prier et espère que sa lettre sera profitable à Latold ; il termine en lui demande de saluer individuellement les autres frères de Meyriat pour lui.

### Lettre à Hugues
Hugues est vraisemblablement un moine de Meyriat, car Jean précise qu'il s'agit d'un complément à la lettre envoyée à Latold. Elle commence par deux oraisons à l'Esprit saint et une à la Trinité, et Jean disserte brièvement sur l'action de grâce, sur l'importance de remercier Dieu pour ses bienfaits, pour les dons offerts et de demander à en recevoir de nouveau. Dans une seconde partie, Jean s'étend sur l'importance de remercier Dieu pour la Rédemption offerte par la crucifixion de Jésus. La lettre se termine par des formules d'action de grâce tirées des Psaumes, et sur l'importance de méditer la Bible pour remercier Dieu. Jean ajoute un dernier conseil tiré de son expérience : les prières et actions de grâces aux formules spontanées, qui ne sont pas déjà écrites ou empruntées, sont les meilleures.

### Lettre à Bérard
De custodia cordis (« De la garde du cœur ») est la plus courte lettre du corpus, ainsi que la plus approfondie sur l'âme pleine de péchés et sur la manière de se prévenir des mauvais choix. Selon le préambule des circonstances de cette lettre, Jean dit que le religieux Bérard et d'autres venus avec lui s'adressèrent au moine de Portes sur le sujet, et il lui demandèrent de mettre par écrit ce qu'il venait de leur dire. L'âme humaine a une tendance à la vie spirituelle, mais aussi à aux plaisirs terrestres. L'esprit ou la raison, qui permet de discerner le bien du mal, est ce qui distingue l'âme humaine des autres animaux et qui fait l'homme à l'image de Dieu. Il faut que l'homme soumette sa chair à la raison pour ne pas obéir aux instincts animaux du corps. Jean explique qu'une personne naît charnelle par la Chute d'Adam et d'Ève, et que c'est la grâce de Dieu qui la rend spirituelle. Le moine identifie plusieurs occasions de péchés et comment s'en prémunir par la maîtrise de soi et la vie religieuse.

### Lettre à Bernard
Bernard est un jeune religieux de Meyriat et neveu de Jean, comme celui-ci le précise en l'appelant « son fils très aimé selon l'esprit et son neveu selon la chair ». Cette lettre est analogue à celle envoyée à Étienne pour sa conversion, à la différence que Bernard est déjà moine, mais dégoûté de l'austère vie cartusienne et pensait à un ordre plus souple. Jean l'appelle à persévérer dans l'effort par la prière, le jeûne et le travail, ainsi que de rester fidèle à sa vocation religieuse, voyant dans son dégoût une ruse du diable pour le détourner du chemin vers le Paradis.